# Kristijan Đurasek
Kristijan Đurasek, född 26 juli 1987 i Varaždin i Jugoslavien (nuvarande Kroatien), är en professionell landsvägscyklist. 
Han började cykla som amatör år 1998 och är sedan år 2008 professionell cyklist. Sedan år 2013 tävlar han för det italienska cykellaget Lampre-Merida. I de olympiska sommarspelen år 2012 i London i Storbritannien tävlade han för Kroatien och hamnade då på en 68:e plats i herrarnas linjelopp i landsvägscykling.